# Гапонов, Борис
Бори́с (Дов) Гапо́нов (20 февраля 1934, Евпатория — 25 июля 1972, Рамат-Ган; имя при рождении — Борис Пантелеевич Гапонов, на иврите — דב גפונוב) — переводчик, лексикограф иврита. Перевёл на иврит поэму Шота Руставели «Витязь в тигровой шкуре», роман Лермонтова «Герой нашего времени» и другие произведения с русского, грузинского, идиша.

## Биография
Родился в Евпатории, но во время Второй Мировой войны, в 1941 году, семья была эвакуирована в Кутаиси и с тех пор жила там. Отец был призван в армию, потерял связь с семьей и нашёл родных только в 70-е годы, уже после смерти сына. 
Дед Гапонова, Шмуэль Мазе, был раввином и в детстве обучил маленького Бориса ивриту. В 1953 году он окончил кутаисскую среднюю школу № 9. С 1956 изучал персидский язык в Институте восточных языков при Московском университете, но из-за нехватки средств был вынужден оставить учёбу и вернуться в Кутаиси, где работал в газетах. 
В 1960-е годы переводил стихи и прозу с русского и грузинского языков на иврит. 15 лет работал над фразеологическим словарём иврита. Переписывался с Авраамом Шлёнским и другими деятелями израильской культуры, дружил с Нисаном Бабаликашвили. В 1969 году в Израиле был опубликован его перевод «Витязя в тигровой шкуре». На следующий год был удостоен за него премии имени Ш. Черниховского.
В 1971 году уехал с матерью в Израиль, будучи уже тяжело и безнадёжно больным. В том же году в Израиле был опубликован его перевод романа М.Ю. Лермонтова «Герой нашего времени», который также заслужил высокую оценку.
Умер в Рамат-Гане в 1972 году, после тяжёлой и продолжительной болезни.

## Ресурсы в интернете
- Гапонов Борис — статья из Электронной еврейской энциклопедии
- https://web.archive.org/web/20121204103413/http://botinok.co.il/node/41331
- http://berkovich-zametki.com/2009/Zametki/Nomer14/Shalit1.php